# نوین‌سازی بوم‌شناختی
نوین‌سازی بوم‌شناختی (به انگلیسی: Ecological modernization)، یک مکتب فکری است که بحث می‌کند چگونه جنبه‌های وضعیت و بازار می‌تواند با هم برای حمایت محیط زیست کند. این موضوع به طور بین‌المللی توجه پایه‌گذاران و سیاست‌گذاران در چند دهه گذشته به خود جلب کرده است. روش تحلیلی همانند عملی به عنوان راهبرد سیاسی و گفتمان زیست‌محیطی است.
نوین‌سازی بوم‌شناختی تعدادی از ویژگی‌ها با رویکردهای همسایگی و همپوشانی دارد. از جمله مهمترین آنها موضوع‌های زیر هستند:
- مفهوم توسعه پایدار
- رویکرد متابولیسم صنعتی[۲]
- مفهوم بوم‌شناسی صنعتی[۳]